# Bat Out of Hell II: Back into Hell
| 전문가 평가                   | 전문가 평가 |
| 평가 점수                     | 평가 점수   |
| 출처                          | 점수        |
| ----------------------------- | ----------- |
| AllMusic                      | [ 2 ]       |
| Kerrang!                      | [ 3 ]       |
| Q                             | [ 4 ]       |
| Rolling Stone                 | [ 5 ]       |
| The Rolling Stone Album Guide | [ 6 ]       |

《Bat Out of Hell II: Back into Hell》은 미국의 록 가수 미트 로프의 여섯 번째 스튜디오 음반이며 짐 스타인먼이 작사, 작곡했다. 이 음반은 미트 로프의 첫 솔로 음반 《Bat Out of Hell》 이후 16년 만인 1993년 9월 14일에 발매되었다. 이 음반은 미국, 영국, 호주에서 1위에 올랐다. 28개국에서 1위에 오른 〈I'd Do Anything for Love (But I Won't Do That)〉를 포함하여 다섯 개의 트랙이 싱글로 발매되었다.
이 음반은 북미 이외의 지역에서 버진 레코드에 의해 발매되었고 MCA 레코드에 의해 발매되었다. 《Bat Out of Hell》 3부작의 세 번째 파트인 《Bat Out of Hell III: The Monster Is Loose》는 2006년에 발매되었다.
3부작의 첫 음반처럼, 《Bat Out of Hell II》는 상업적인 성공을 거두었다. 이 음반은 전 세계적으로 1400만 장 이상이 팔렸다.

## 커버 아트 및 책자
커버 아트는 공상 과학 겸 판타지 아티스트 마이클 웰란이 그린 것으로, 리처드 코벤의 《Bat Out of Hell》 커버 스타일을 따랐다. 이 음반은 첫 번째 커버에서 오토바이를 타고 천사가 묶여 있는 뉴욕 크라이슬러 빌딩 꼭대기에 자리잡은 거대한 박쥐를 향해 날아가는 바이커의 모습을 담고 있다. 첫 번째 커버의 묘비를 따라 부분적으로 파괴된 고층 건물들이 용암 지형에 살고 있다. 또한 첫 번째 음반과 마찬가지로, 이 음반에는 'Songs by Jim Steinman' 크레딧이 수록되어 있다.
원작과의 주제적 일관성을 제공할 뿐만 아니라, 아이콘그래피의 반복은 중요한 마케팅 도구로도 작용했다. 이 음반의 마케팅은 1995년 BBC 텔레비전 프로그램 《더 뮤직 비즈》의 한 에피소드에 기록되었다. 버진 레코드의 임원들은 이것이 더 이상 레코드 가게에서 많은 시간을 보내지 않는다고 믿는 목표 청중을 끌어들이기 위해 중요하다고 생각했다. 그들은 고딕 서체로 된 미트 로프의 이름을 포함한 첫 음반의 디자인과 유사성이 1977년 음반의 소비자들을 유혹할 것이라고 느꼈다.
이 책자에는 각각의 싱글 커버로 사용된 작은 휠란 일러스트와 함께 노래의 모든 가사가 수록되어 있다. "전 세계에 귀중한 공헌을 할 잠재력을 가진 티베트인들의 독특한 문화를 위한 단체인 티베트 하우스를 지지하라"는 제안이 있다.

## 싱글
그 음반의 세 곡이 싱글로 발매되었다. 〈I'd Do Anything for Love (But I Won't Do That)〉는 이번 음반에서 전 세계 1위를 차지했다. 이 노래는 28개국 차트에서 1위에 올랐다. 이 곡은 영국 싱글 차트에서 7주 동안 1위를 차지했고, 그 해 영국에서 가장 성공적인 싱글이 되었다. 동시에, 미트 로프는 싱글곡으로 〈Bat Out of Hell〉을 발표했고, 이 곡은 영국에서도 톱 10에 들었다. 미트 로프는 2001년 매닉 스트리트 프리처스가 열리기 전까지 동시에 두 명의 영국 싱글을 낸 마지막 아티스트였다.
〈Rock and Roll Dreams Come Through〉는 빌보드 핫 100에서 13위에 올랐고, 영국 싱글 차트에서 11위에 올랐다. 이 음반의 세 번째 싱글인 〈Objects in the Rear View Mirror May Appear Closer Than They Are〉는 1994년 발매 당시 빌보드 핫 100에서 38위, 영국에서는 26위에 오르는 등 그다지 좋은 성적을 거두지 못했다. 〈Life Is a Lemon〉은 미국 《빌보드》 메인스트림 록 트랙 차트에서 17위로 정점을 찍었다.

## 곡 목록
모든 곡들은 짐 스타인먼에 의해 작사/작곡하였다.
| #   | 제목                                                                | 재생 시간 |
| --- | ------------------------------------------------------------------- | --------- |
| 1.  | 〈I'd Do Anything for Love (But I Won't Do That)〉                  | 12:01     |
| 2.  | 〈Life Is a Lemon and I Want My Money Back〉                        | 8:00      |
| 3.  | 〈Rock and Roll Dreams Come Through〉                               | 5:51      |
| 4.  | 〈It Just Won't Quit〉                                              | 7:21      |
| 5.  | 〈Out of the Frying Pan (And into the Fire)〉                       | 7:24      |
| 6.  | 〈Objects in the Rear View Mirror May Appear Closer Than They Are〉 | 10:16     |
| 7.  | 〈Wasted Youth〉                                                    | 2:41      |
| 8.  | 〈Everything Louder than Everything Else〉                          | 8:00      |
| 9.  | 〈Good Girls Go to Heaven (Bad Girls Go Everywhere)〉               | 6:53      |
| 10. | 〈Back into Hell (기악)〉                                           | 2:46      |
| 11. | 〈Lost Boys and Golden Girls〉                                      | 4:20      |

## 인증
| 국가                                                  | 인증        | 판매량/출하량 |
| ----------------------------------------------------- | ----------- | ------------- |
| 오스트레일리아 (ARIA)                                 | 4× 플래티넘 | 280,000^      |
| 오스트리아 (IFPI 오스트리아)                          | 플래티넘    | 50,000*       |
| 캐나다 (뮤직 캐나다)                                  | 9× 플래티넘 | 900,000^      |
| 독일 (BVMI)                                           | 2× 플래티넘 | 1,000,000^    |
| 아일랜드                                              | —           | 45,000        |
| 네덜란드 (NVPI)                                       | 플래티넘    | 100,000^      |
| 뉴질랜드 (RMNZ)                                       | 플래티넘    | 15,000^       |
| 스웨덴 (GLF)                                          | 플래티넘    | 122,000       |
| 스위스 (IFPI 스위스)                                  | 플래티넘    | 50,000^       |
| 영국 (BPI)                                            | 6× 플래티넘 | 1,800,000^    |
| 미국 (RIAA)                                           | 5× 플래티넘 | 5,000,000^    |
| 요약                                                  |             |               |
| 유럽 (IFPI)                                           | 2× 플래티넘 | 2,700,000     |
| *판매량을 기반으로 한 인증 ^출하량을 기반으로 한 인증 |             |               |